# Piotr Żbikowski

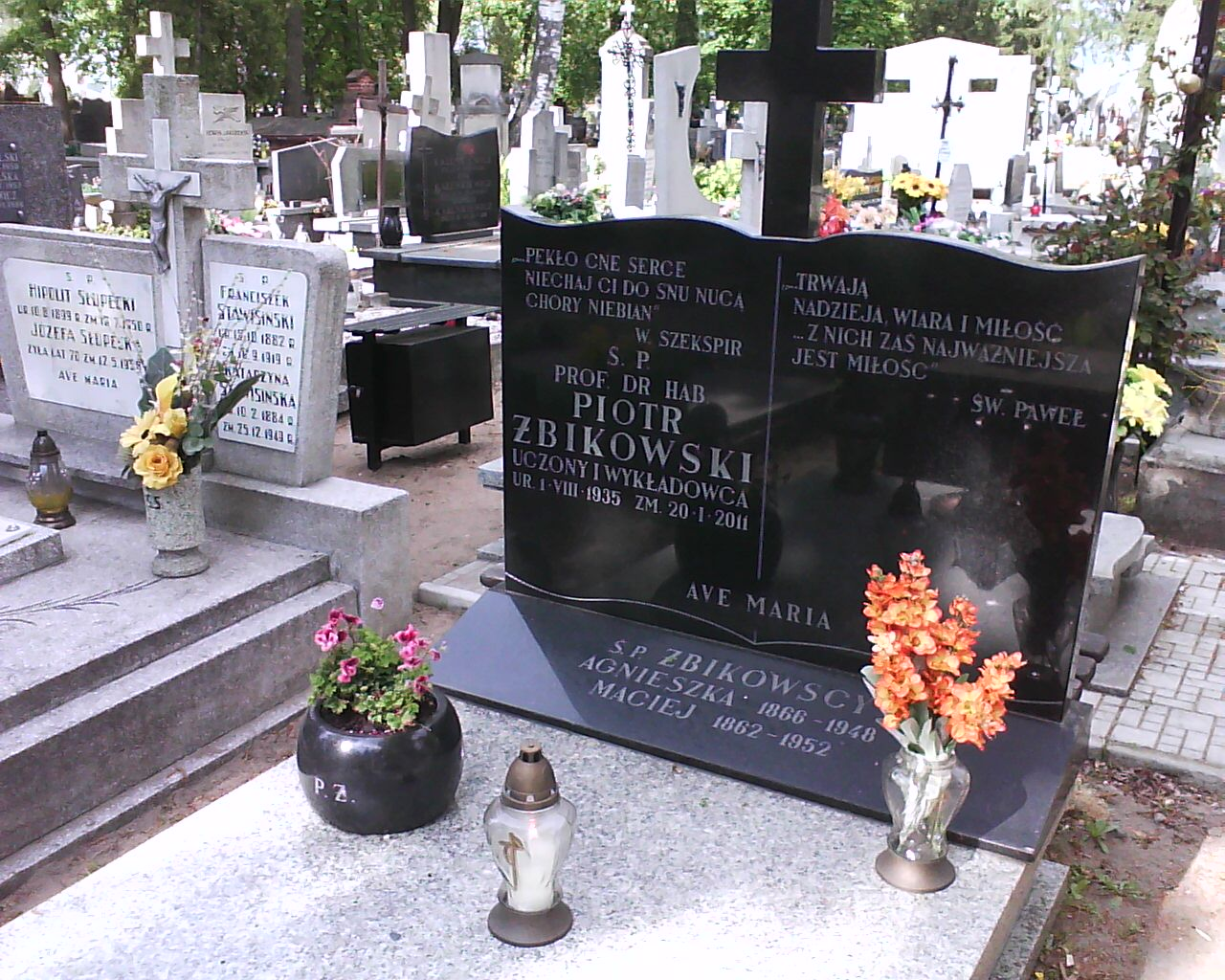
Grób profesora Piotra Żbikowskiego na cmentarzu komunalnym we Włocławku

Piotr Żbikowski (ur. 1 sierpnia 1935 we Włocławku, zm. 20 stycznia 2011 tamże) – polski profesor historii literatury, znawca polskiego oświecenia i wczesnego romantyzmu, absolwent KUL, autor wielu książek i rozpraw historyczno-literackich. Jako wieloletni nauczyciel akademicki szczególnie był związany z Wyższą Szkołą Pedagogiczną w Rzeszowie i Uniwersytetem Rzeszowskim. W obrębie tej uczelni stworzył Zakład Literatury Staropolskiej i Polskiego Oświecenia, którym kierował aż do przejścia na emeryturę w 2008 roku. W 2000 odznaczony Krzyżem Oficerskim Orderu Odrodzenia Polski.

## Publikacje
- „... bolem śmiertelnym ściśnione mam serce...”. Rozpacz oświeconych u źródeł przełomu w poezji polskiej w latach 1793-1805, Wrocław 1998.
- Droga krzyżowa Polaków. Motyw zsyłek na Sybir i do łagrów sowieckich w literaturze polskiej, Rzeszów 1996.
- Horyzonty polskiego Oświecenia. Wykłady z epoki 1740-1830, Kraków 2010.
- Hugo Kołłątaj. Więzień i poeta, Lublin 1994.
- Insurekcja i upadek Rzeczypospolitej w poezjach więziennych, Rzeszów 1993.
- Kajetan Koźmian. Szkic do portretu, Rzeszów 1991.
- Kajetan Koźmian.. [T.] 1, Poeta i obywatel (1797-1814), Wrocław 1972.
- Klasycyzm postanisławowski. Doktryna estetycznoliteracka, Warszawa 1984.
- Klasycyzm postanisławowski. Próba definicji, Rzeszów 1974.
- Klasycyzm postanisławowski. Zarys problematyki, Warszawa 1999.
- Kostium antyczny "Mowy Katona Cenzora" Kajetana Koźmiana, Rzeszów 1988.
- Nieznane wiersze Kajetana Koźmiana, Wrocław 1982.
- Pod znakiem klasycyzmu. W kręgu świadomości literackiej późnego Oświecenia, Rzeszów 1989.
- Poezje więzienne Hugona Kołłątaja. Studia i teksty, Wrocław 1993.
- Program literacki Bolesława Prusa, Lublin 1958.
- W pierwszych latach narodowej niewoli. Schyłek polskiego oświecenia i zwiastuny romantyzmu, Wrocław 2007.
- Wybrane zagadnienia literatury polskiej XX wieku. Przewodnik bibliograficzny i problemowy, Rzeszów 1992.
- Z dziejów kariery literackiej i urzędniczej Kajetana Koźmiana, Rzeszów1970.